# Nylanderia pubens
Nylanderia pubens là một loài kiến trong chi Nylanderia
Ban đầu loài này được mô tả là Paratrechina pubens từ Saint Vincent, Lesser Antilles. Loài này đã được di chuyển từ chi Paratrechina sang chi Nylanderia năm 2010.
Những con kiến này dài khoảng 1/8 inch và được bao phủ bởi những sợi lông màu nâu đỏ. Các thuộc địa có nhiều nữ hoàng. Sự phá hoại của loài này hoặc loài kiến điên liên quan
Nylanderia fulva, đang diễn ra ở và xung quanh Houston, Texas.